# Giulio Savelli (cardeal)
Giulio Savelli (Roma, 1574 – Roma, 9 de julho de 1644) foi um cardeal da Igreja Católica italiano, arcebispo emérito de Salerno.

## Biografia
Giulio nasceu em Roma na nobre e antiga família Savelli em 1574. Era filho de Bernardino Savelli, duque de Castel Gandolfo e de Lucrécia dos condes de Anguillara.
Foi nomeado cardeal em 2 de dezembro de 1615 pelo Papa Paulo V com o título de Santa Sabina . Foi titular de Santa Maria in Trastevere desde 10 de novembro de 1636 até 1639, quando passa para a ser cardeal-bispo de Frascati.
Ele morreu em 9 de julho de 1644. Foi sepultado na capela da família na basílica de Santa Maria in Aracoeli em Roma.